# Vittoria Fontana
Vittoria Fontana (Gallarate, 23 luglio 2000) è una velocista italiana, campionessa europea under 20 dei 100 metri piani a Borås 2019.

## Biografia
È allenata dal tecnico Giuseppe Cappelletti.
Ha iniziato a praticare l'atletica leggera sul campo dell'Atletica Gallaratese nel 2014. Nel 2018 ha partecipato ai campionati del Mediterraneo under 23 di atletica leggera di Jesolo, dove ha conquistato la medaglia d'argento nella staffetta 4×100 metri stabilendo la nuova migliore prestazione italiana di categoria under 20.
Nel 2019 sono arrivate i primi titoli di campionessa italiana per la categoria juniores, nei 60 metri piani indoor e nei 100 metri piani all'aperto. Lo stesso anno, ai campionati europei under 20 di Boras ha vinto il titolo continentale nei 100 metri piani con il tempo di 11"40, nuova migliore prestazione italiana di categoria. Al rientro da questa rassegna si è dovuta fermare a causa di una frattura allo scafoide sinistro.
Dopo una graduale ripresa, nel 2021 ha conquistato il titolo di campionessa italiana dei 60 metri piani indoor sia di categoria under 23, sia a livello assoluto. Batte il suo primato personale sui 100 m piani in 11"36 a Turku, vincendo la serie del meeting Paavo Nurmi Games del Continental Tour. Il 24 luglio 2025 vince la medaglia d'oro nei 200 metri piani ai Giochi mondiali universitari disputatisi nella regione tedesca della Reno-Ruhr, con il crono di 22"79, nuovo nuovo record personale.

## Record nazionali
Juniores
- Staffetta 4×100 metri: 44"40 ( Jesolo, 10 giugno 2018)

## Progressione

### 60 metri piani indoor
| Stagione | Tempo | Luogo   | Data      | Rank. Mond. |
| -------- | ----- | ------- | --------- | ----------- |
| 2021/22  | 7"29  | Ancona  | 27-2-2022 |             |
| 2020/21  | 7"28  | Toruń   | 7-3-2021  |             |
| 2018/19  | 7"50  | Ancona  | 2-2-2019  | 393ª        |
| 2017/18  | 7"61  | Ancona  | 3-2-2018  | 824ª        |
| 2016/17  | 8"02  | Bergamo | 29-1-2017 | –           |
| 2015/16  | 7"89  | Ancona  | 13-2-2016 | 2935ª       |

### 100 metri piani
| Stagione | Tempo | Luogo         | Data      | Rank. Mond. |
| -------- | ----- | ------------- | --------- | ----------- |
| 2022     | 11"34 | Savona        | 18-5-2022 |             |
| 2022     | 11"34 | Rieti         | 25-6-2022 |             |
| 2021     | 11"33 | Ginevra       | 12-6-2021 |             |
| 2020     | 11"45 | Savona        | 16-7-2020 | 77ª         |
| 2019     | 11"40 | Borås         | 19-7-2019 | 159ª        |
| 2018     | 11"75 | Agropoli      | 1-6-2018  | 713ª        |
| 2017     | 12"29 | Rieti         | 16-6-2017 | 3406ª       |
| 2016     | 12"56 | Olgiate Olona | 3-4-2016  |             |

### 200 metri piani
| Stagione | Tempo | Luogo         | Data      | Rank. Mond. |
| -------- | ----- | ------------- | --------- | ----------- |
| 2025     | 22"79 | Bochum        | 24-7-2025 |             |
| 2023     | 23"27 | Ginevra       | 10-6-2023 |             |
| 2022     | 22"97 | Ostrava       | 31-5-2022 |             |
| 2021     | 23"64 | Rovereto      | 27-6-2021 |             |
| 2020     | 23"62 | Milano        | 25-7-2020 | 112ª        |
| 2019     | 23"65 | Imola         | 16-6-2019 | 378ª        |
| 2018     | 24"11 | Olgiate Olona | 25-4-2018 | 894ª        |
| 2017     | 25"25 | Olgiate Olona | 16-7-2017 | 3813ª       |
| 2016     | 25"90 | Bergamo       | 15-5-2016 |             |

## Palmarès
| Anno | Manifestazione               | Sede      | Evento      | Risultato  | Prestazione | Note                                     |
| ---- | ---------------------------- | --------- | ----------- | ---------- | ----------- | ---------------------------------------- |
| 2018 | Mediterraneo U23             | Jesolo    | 4×100 m     | Argento    | 44"40       | Miglior prestazione nazionale under 20   |
| 2018 | Mondiali U20                 | Tampere   | 4×100 m     | 8ª         | 44"81       | [ 1 ]                                    |
| 2019 | Europei U20                  | Borås     | 100 m piani | Oro        | 11"40       | Miglior prestazione nazionale under 20   |
| 2019 | Europei U20                  | Borås     | 4×100 m     | 4ª         | 44"42       |                                          |
| 2021 | Europei indoor               | Toruń     | 60 m piani  | Semifinale | 7"28        | Miglior prestazione personale            |
| 2021 | World Relays                 | Chorzów   | 4×100 m     | Oro        | 43"79       | Miglior prestazione personale stagionale |
| 2021 | Europei U23                  | Tallinn   | 100 m piani | 5ª         | 11"58       |                                          |
| 2021 | Giochi olimpici              | Tokyo     | 100 m piani | Batteria   | 11"53       |                                          |
| 2021 | Giochi olimpici              | Tokyo     | 4×100 m     | Batteria   | 42"84       | Record nazionale                         |
| 2022 | Mondiali                     | Eugene    | 4×100 m     | 8ª         | 42"92       | [ 2 ]                                    |
| 2022 | Europei                      | Monaco    | 200 m piani | Batteria   | 23"63       |                                          |
| 2023 | Giochi europei               | Chorzów   | A squadre   | Oro        | 426,5 p.    | [ 3 ]                                    |
| 2025 | World Relays                 | Guangzhou | 4×100 m     | Batteria   | 43"30       |                                          |
| 2025 | Giochi mondiali universitari | Reno-Ruhr | 200 m piani | Oro        | 22"79       | Miglior prestazione personale            |

## Campionati nazionali
- 1 volta campionessa nazionale assoluta dei 60 m piani indoor (2021)
- 1 volta campionessa nazionale under 23 dei 60 m piani indoor (2021)
- 1 volta campionessa nazionale juniores dei 100 m piani (2019)
- 1 volta campionessa nazionale juniores dei 60 m piani indoor (2019)

2016
- In semifinale ai campionati italiani allievi indoor, 60 m piani - 7"97
- Eliminata in batteria ai campionati italiani allievi, 200 m piani - 26"84

2017
- Eliminata in batteria ai campionati italiani allievi indoor, 60 m piani - 8"05
- In finale 2 ai campionati italiani allievi, 100 m piani - 12"37
- In finale 2 ai campionati italiani allievi, 200 m piani - 25"54

2018
- 6ª ai campionati italiani juniores indoor, 60 m piani - 7"61
- 4ª ai campionati italiani juniores, 100 m piani - 11"75
- 4ª ai campionati italiani juniores, 200 m piani - 24"40
- In semifinale ai campionati italiani promesse, 100 m piani - 12"07
- In semifinale ai campionati italiani promesse, 200 m piani - 25"06

2019
- Oro ai campionati italiani juniores indoor, 60 m piani - 7"50
- Oro ai campionati italiani juniores, 100 m piani - 11"44

2020
- 7ª ai campionati italiani assoluti, 100 m piani - 11"69
- Argento ai campionati italiani promesse, 200 m piani - 23"99

2021
- Oro ai campionati italiani promesse indoor, 60 m piani - 7"39
- Oro ai campionati italiani assoluti indoor, 60 m piani - 7"35
- Bronzo ai campionati italiani assoluti, 100 m piani - 11"46

2022
- Argento ai campionati italiani assoluti, 100 m piani - 11"34
- Argento ai campionati italiani assoluti, 200 m piani - 23"24
- Bronzo ai campionati italiani assoluti indoor, 60 m piani - 7"29

2023
- Argento ai campionati italiani assoluti indoor, 60 m piani - 7"33

2024
- Eliminata in batteria ai campionati italiani assoluti, 100 m piani - 11"81

2025
- Argento ai campionati italiani assoluti (Caorle), 200 m piani - 23"34

## Altre competizioni internazionali
2023
- Campionati europei a squadre di atletica leggera ( Chorzów)

2025
- Campionati europei a squadre di atletica leggera ( Madrid)